# Morva őrgrófok listája
Az alábbi lista Morva Őrgrófság uralkodóit tartalmazza, akik gyakran egybeestek az aktuális cseh királlyal is.
| Uralkodó | Uralkodott                             | Megjegyzés                                       |
| --- | -------------------------------------- | ------------------------------------------------ |
| Konrád (*1136 k.)                                                                                            | őrgr.: 1182, †1191. szeptember 9.      | Cseh fejedelem 1189–1191.                        |
| Interregnum (1189–1197)                                                                                      |                                        |                                                  |
| I. László (*1160 k.)                                                                                         | őrgr.: 1197, †1222. augusztus 12.      | Cseh fejedelem 1197.                             |
| II. László (*1207)                                                                                           | őrgr.: 1222, †1227. február 18.        |                                                  |
| Přemysl (*1209)                                                                                              | őrgr.: 1227, †1239. október 16.        |                                                  |
| III. László (*1227)                                                                                          | őrgr.: 1239, †1247. január 3.          |                                                  |
| Ottokár (*1232 ősze)                                                                                         | őrgr.: 1247, †1278. augusztus 26.      | Cseh király 1253–1278.                           |
| I. Rudolf (*1218. május 1.)                                                                                  | őrgr.: 1278–1283, †1291. július 15.    | Német király 1273–1291.                          |
| I. Vencel (*1271. szeptember 27.)                                                                            | őrgr.: 1283, †1305. június 21.         | Cseh király 1278–1305.                           |
| II. Vencel (*1289. október 6.)                                                                               | őrgr.: 1305, †1306. augusztus 4.       | Cseh király 1305–1306.                           |
| II. Rudolf (*1282?)                                                                                          | őrgr.: 1306, †1307. július 4.          | Cseh király 1306–1307.                           |
| Henrik (*1273 k.)                                                                                            | őrgr.: 1307–1310, †1335. április 2.    | Cseh király 1307–1310.                           |
| János (*1296. augusztus 10.)                                                                                 | őrgr.: 1310–1333, †1346. augusztus 26. | Cseh király 1310–1346.                           |
| Károly (*1316. május 14.)                                                                                    | őrgr.: 1333–1349, †1378. november 29.  | Cseh király 1346–1378.                           |
| János Henrik (*1322. február 12.)                                                                            | őrgr.: 1349, †1375. november 15.       |                                                  |
| Jobst (*1351. január 29.)                                                                                    | őrgr.: 1375, †1411. január 18.         | Német király 1410–1411.                          |
| Interregnum (1411–1419)                                                                                      |                                        |                                                  |
| Zsigmond (*1368. február 14.)                                                                                | őrgr.: 1419–1423, †1437. december 9.   | Magyar király: 1387–1437, cseh király 1419–1437. |
| Albert (*1397. augusztus 10.)                                                                                | őrgr.: 1423, †1439. október 27.        | Cseh király 1438–1439.                           |
| IV. László (*1440. február 22.)                                                                              | őrgr.: 1440, †1457. november 23.       | Cseh király 1440–1457.                           |
| György (*1420. április 23.)                                                                                  | őrgr.: 1458–1468, †1471. március 22.   | Cseh király 1458–1471.                           |
| Mátyás (*1423. február 23.)                                                                                  | őrgr.: 1468, †1490. április 6.         | Cseh király 1469–1490.                           |
| 1490-től viselői véglegesen egybeestek a mindenkori cseh királyokkal. A tisztség az 1600-as évekig létezett. |                                        |                                                  |

## Fordítás
- Ez a szócikk részben vagy egészben  a   Margraviate of Moravia című angol Wikipédia-szócikk fordításán alapul.  Az eredeti cikk szerkesztőit annak laptörténete sorolja fel. Ez a jelzés csupán a megfogalmazás eredetét és a szerzői jogokat jelzi, nem szolgál a cikkben szereplő információk forrásmegjelöléseként.